# Darwin Abel Finney
Darwin Abel Finney (* 11. August 1814 in Shrewsbury, Rutland County, Vermont; † 25. August 1868 in Brüssel) war ein US-amerikanischer Politiker. In den Jahren 1867 und 1868 vertrat er den Bundesstaat Pennsylvania im US-Repräsentantenhaus.

## Werdegang
Darwin Finney besuchte die öffentlichen Schulen seiner Heimat und danach die Militärakademie in Rutland. Später zog er mit seinen Eltern nach Meadville in Pennsylvania. In den Jahren 1834 und 1835 arbeitete er als Angestellter in einer Anwaltskanzlei in Kingsbury im Staat New York. Anschließend setzte er seine Ausbildung bis 1840 am Allegheny College in Meadville fort. Nach einem Jurastudium und seiner 1842 erfolgten Zulassung als Rechtsanwalt begann er in Meadville in diesem Beruf zu arbeiten. Später schlug er als Mitglied der Republikanischen Partei auch eine politische Laufbahn ein. Zwischen 1856 und 1861 gehörte er dem Senat von Pennsylvania an.
Bei den Kongresswahlen des Jahres 1866 wurde Finney im 20. Wahlbezirk von Pennsylvania in das US-Repräsentantenhaus in Washington, D.C. gewählt, wo er am 4. März 1867 die Nachfolge von Charles Vernon Culver antrat. Dieses Mandat konnte er bis zu seinem Tod am 25. August 1868 ausüben. Im Jahr 1868 war er aus gesundheitlichen Gründen zu einer Reise nach Europa aufgebrochen, während der er in Belgiens Hauptstadt Brüssel verstarb. Seine Zeit im Kongress war von den Streitereien zwischen den Republikanern und Präsident Andrew Johnson belastet.